# Léon Fulpius

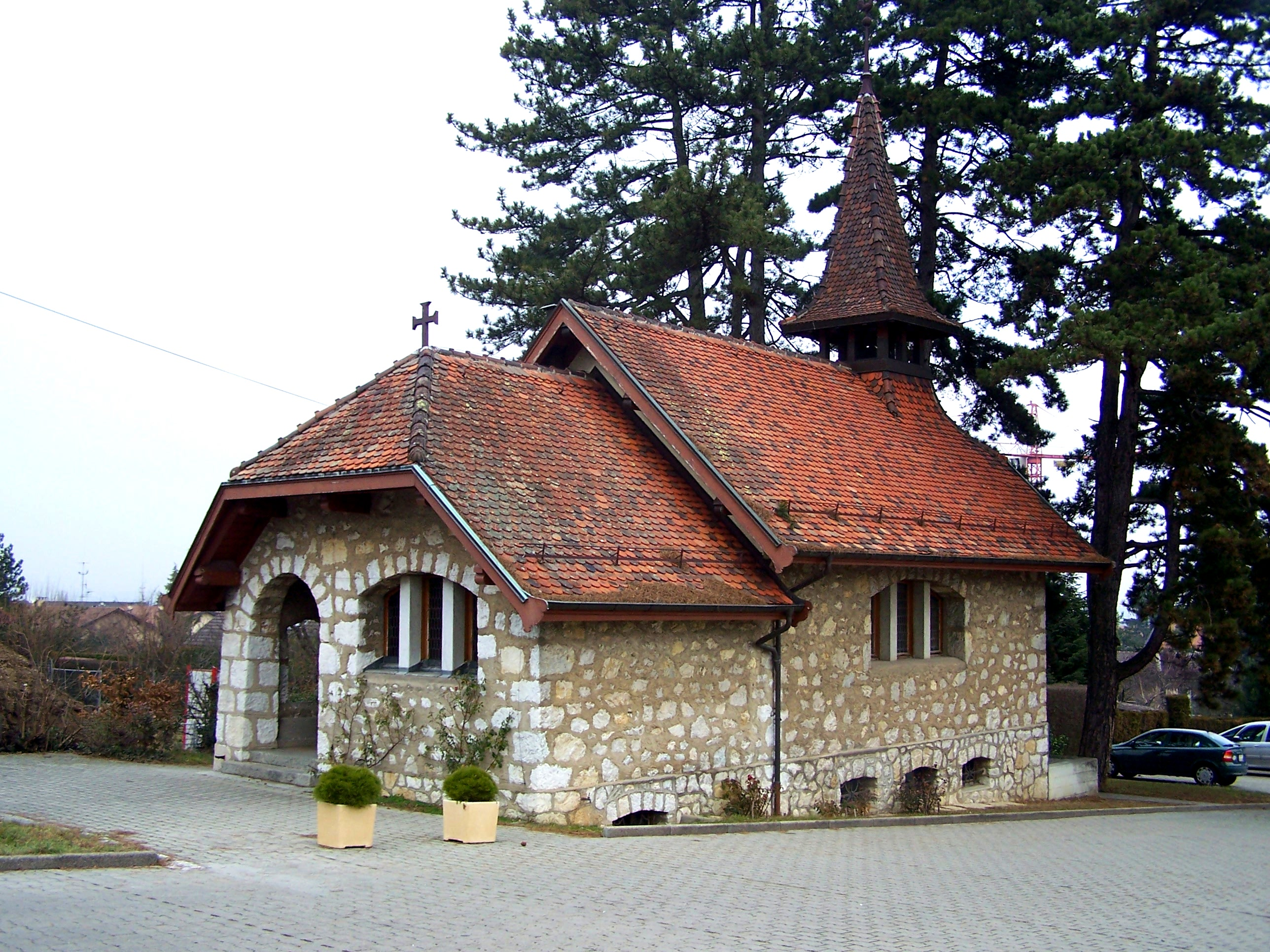
Protestantische Kapelle in Bernex, mit Frantz Fulpius, ca. 1904

Léon Fulpius (* 29. Dezember 1840 in Genf; † 28. Februar 1927 ebenda) war ein Schweizer Architekt.

## Leben
Geboren als Sohn des Architekten Jacques François Fulpius (1812–70) studierte Léon Fulpius bei Gottfried Semper an der ETH Zürich Architektur. 1862 schloss er das Studium als Architekt ab. Nach einem Praktikum in Paris im Jahre 1863 trat er in das Büro seines Vaters ein, das er 1870 alleine übernahm. Ab 1896 führte er das Büro zusammen mit seinem Sohn Frantz und blieb dem Büro bis ins hohe Alter erhalten, er besuchte bis zu seinem Tod alltäglich seinen Arbeitsplatz. Léon Fulpius baute in der Zeit, als er alleine die Geschäfte führte, vor allem Wohn- und Geschäftshäuser, die etwa als «würdig, doch unprätentiös» beschrieben werden. Zusammen mit seinem Sohn wandelte sich der Historismus des Vaters hin zu einem Reformstil, es kamen an Bauaufgaben Schulen, Kirchen, Spitäler hinzu.
Während des Studiums schloss er sich dem Corps Rhenania an. Seine Reception erfolgte im Sommersemester 1859. Zwischen 1899 und 1905 war er Präsident der Genfer Sektion des Schweizerischen Ingenieur- und Architektenvereins.

## Werkauswahl
- Immeubles Grütli/Synagogue/Petitot/Favon. Wohnblock mit Geschäftsarkaden, Genf 1872–89[3]
- Immeuble Cours de Rive. Wohnhaus, Genf 1872
- Immeuble Rue Lefort. Wohnhaus, Genf 1872
- Immeuble Boulevard Helvétique. Wohnhaus, Genf 1879
- Immeuble Rue de Candolle. Wohnhaus, Genf 1880
- Immeuble Rue Bautte. Wohnhaus, Genf 1881
- Immeuble Rue Gustave-Ador. Wohnhaus, Genf 1883
- Immeuble Quai Gustave-Ador. Wohnhaus, Genf 1888
- Immeuble Boulevard Georges Favon. Wohn- und Geschäftshäuser, Genf 1888[4]
- Café Glacier auf der Landesausstellung 1896 in Genf[5]
- Immeuble Rue de L’Arquebuse. Wohnhaus, Genf 1897[6]

Mit Frantz Fulpius
- Immeubles Toepffer/Mont-de-Sion/Sturm/Tranchées. Wohnblock mit Geschäftsarkaden, Genf 1898[7]
- Orphélinat Bougeries, Waisenhaus, Genf 1899[8]
- Gebäude der eidgenössischen Edelmetallkontrolle, Biel 1899–1900
- École enfantine. Schule, Genf 1901–02[9]
- Protestantische Kapelle. Bernex ca. 1904[10]
- Postgebäude. La Chaux-de-Fonds 1905–10[11]
- Pfarrhaus. Lancy 1912
- Protestantische Kirche. Lancy 1913
- Usine à gaz de Châtelaine. Gaswerk, Le Lignon 1914[12]
- Bank Lombard, Odier & Cie. Verwaltungsgebäude, Genf 1922[13]